# Whittingehame
Whittingehame è una località della Scozia, situata nell'area di consiglio di East Lothian.